# الدمنة (عمران)
الدمنة هي إحدى قرى الجمهورية اليمنية. وهي تتبع جغرافيًا لمحافظة عمران. وإداريًا لمديرية خارف. يبلغ تعداد سكانها 1191 نسمة حسب الإحصاء الذي جرى عام 2004.